# Rhynchostegium luteonitens
Rhynchostegium luteonitens là một loài Rêu trong họ Brachytheciaceae. Loài này được (Welw. & Duby) A. Jaeger miêu tả khoa học đầu tiên năm 1878.